# سماوي قاتم
السماوي القاتم (بالإنجليزية: celeste opaque)‏ هو أحد تدرجات اللون الأزرق السماوي.